# Astroclon propugnatoris
Astroclon propugnatoris är en ormstjärneart som beskrevs av George Richard Lyman 1879. Astroclon propugnatoris ingår i släktet Astroclon och familjen medusahuvuden. Inga underarter finns listade i Catalogue of Life.